# Frédéric James Ekwalla-Essaka
Sa majesté Frédéric James Ekwalla-Essaka est le roi des Deido. Il  accède au trône en 2013 après le décès son père, Gaston Claude Emmanuel Ekwalla-Essaka Deïdo mort en septembre 2013. Il est intronisé le 28 mars 2015 dans la grande cour du Collège Alfred Saker.

## Biographie
Frédéric James-Ekwalla  prend les rênes de la chefferie supérieure du canton Deido à l'âge 35 ans, il est le 9ème roi de la dynastie. Il est reçu par le ministre Laurent Esso avec son épouse française.